# Arruda dos Vinhos (freguesia)
Arruda dos Vinhos es una freguesia portuguesa del concelho de Arruda dos Vinhos, con 34,24 km² de superficie y 5.835 habitantes (2001). Su densidad de población es de 170,4 hab/km².

## Galería

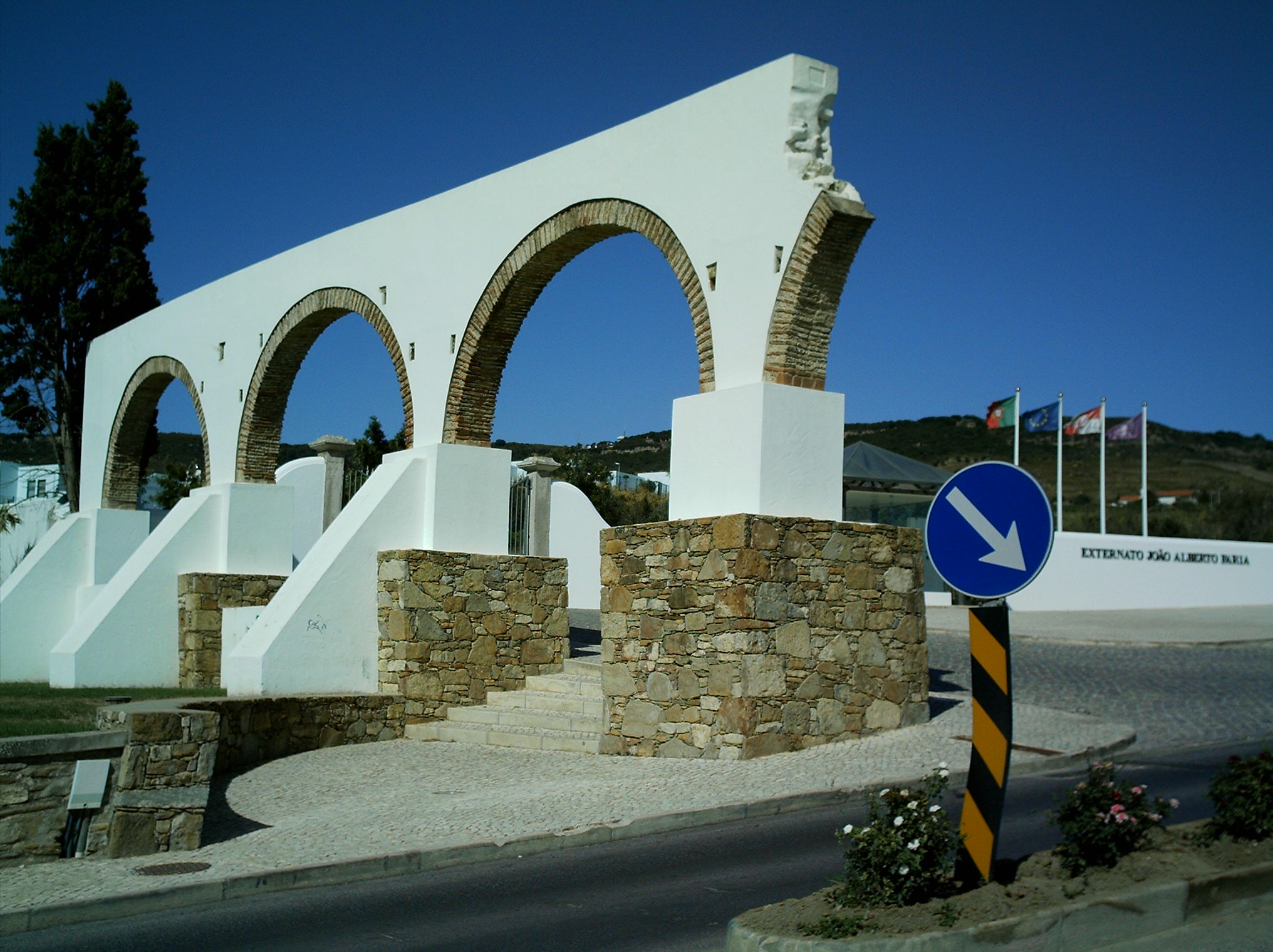
Restos del acueducto.